# فراری ۱۶۶ اس
فراری ۱۶۶ اس (به انگلیسی: Ferrari 166 S) خودرویی است که در سال‌های ۱۹۴۸–۱۹۵۳ به‌تعداد ۳۹ دستگاه‌ تولید شده‌است.
این خودرو در کلاس خودروی اسپورت قرار گرفته و طراحی آن موتور جلو-محور عقب است.